# August Weber (Politiker, 1875)

August Weber

August Weber (* 29. September 1875 in Bochum; † 9. Dezember 1963 in Dorsten) war ein deutscher Politiker (Zentrum).

## Leben und Wirken
August Weber wurde als Sohn eines Bergmanns geboren. Nach dem Besuch der Volksschule und der Präparandenanstalt in Bochum wurde er von 1894 bis 1897 am Lehrerseminar in Odenkirchen ausgebildet. Von 1897 bis zu seiner Versetzung nach Bochum im Oktober 1901 unterrichtete er als Volksschullehrer in Odenkirchen. Dort unterrichtete er bis 1923, bevor er am 1. April 1923 zum Rektor befördert wurde.
Als Katholik stand Weber von 1928 bis 1933 dem  Katholischen Lehrerverband des Deutschen Reiches als Vorsitzender vor. Außerdem betätigte er sich politisch in der katholischen Zentrumspartei, für die er vom März bis zum November 1933 dem Reichstag als Abgeordneter für den Wahlkreis 18 (Westfalen Süd) angehörte. Im Reichstag stimmte Weber unter anderem für das von der Regierung Hitler eingebrachte Ermächtigungsgesetz vom 24. März 1933, das die juristische Grundlage für die Errichtung der NS-Diktatur bildete.